# Combinaison spatiale de Neil Armstrong pour Apollo 11

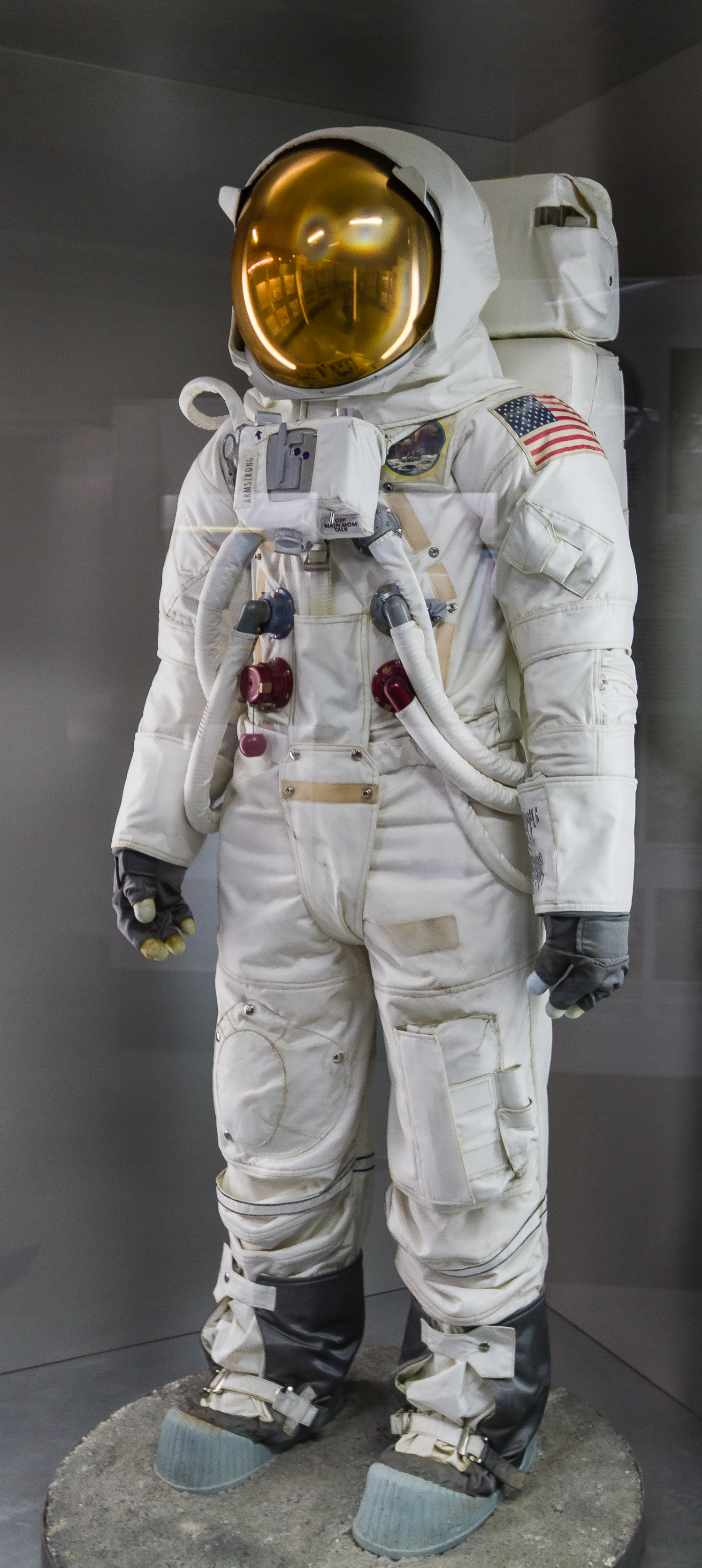
Combinaison spatiale de Neil Armstrong pour Apollo 11, exposée.

La combinaison spatiale de Neil Armstrong pour Apollo 11 est la combinaison spatiale A7L utilisée par l'astronaute Neil Armstrong lors de la mission Apollo 11, une mission du programme spatial américain Apollo au cours de laquelle, pour la première fois, des hommes — dont Armstrong le premier — se sont posés sur la Lune en 1969.

## Description
Relique de la conquête de l'espace comme peut l'être la capsule Columbia de cette mission, la combinaison a été donnée par la National Aeronautics and Space Administration (Nasa) au National Air and Space Museum (NASM) de la Smithsonian Institution en 1971. Il manque cependant le PLSS et les surbottes lunaires originales, ces éléments étant restés sur la Lune après avoir été jetés du module lunaire par les astronautes afin d'alléger ce dernier pour la remontée.
Abîmée par le temps, elle a fait l'objet d'un projet de restauration appuyé par une campagne de financement participatif de plus de 700 000 dollars nommée Reboot the Suit sur Kickstarter en 2015 pour Destination Moon, l'exposition cinquantenaire sur Apollo 11, itinérante à partir de 2019 puis permanente en 2022 au NASM de Washington,.
La combinaison de réserve de l'astronaute est située elle au Neil Armstrong Air and Space Museum à Wapakoneta.

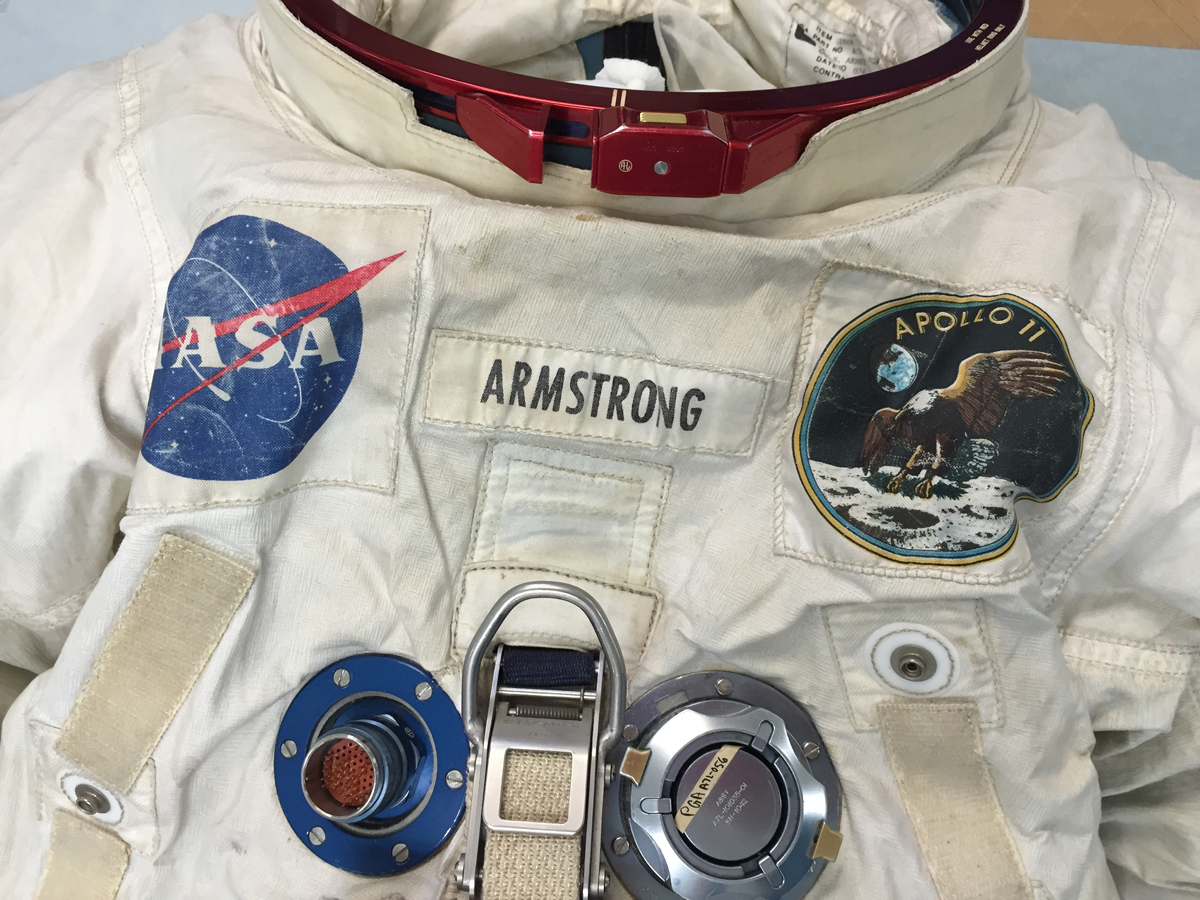
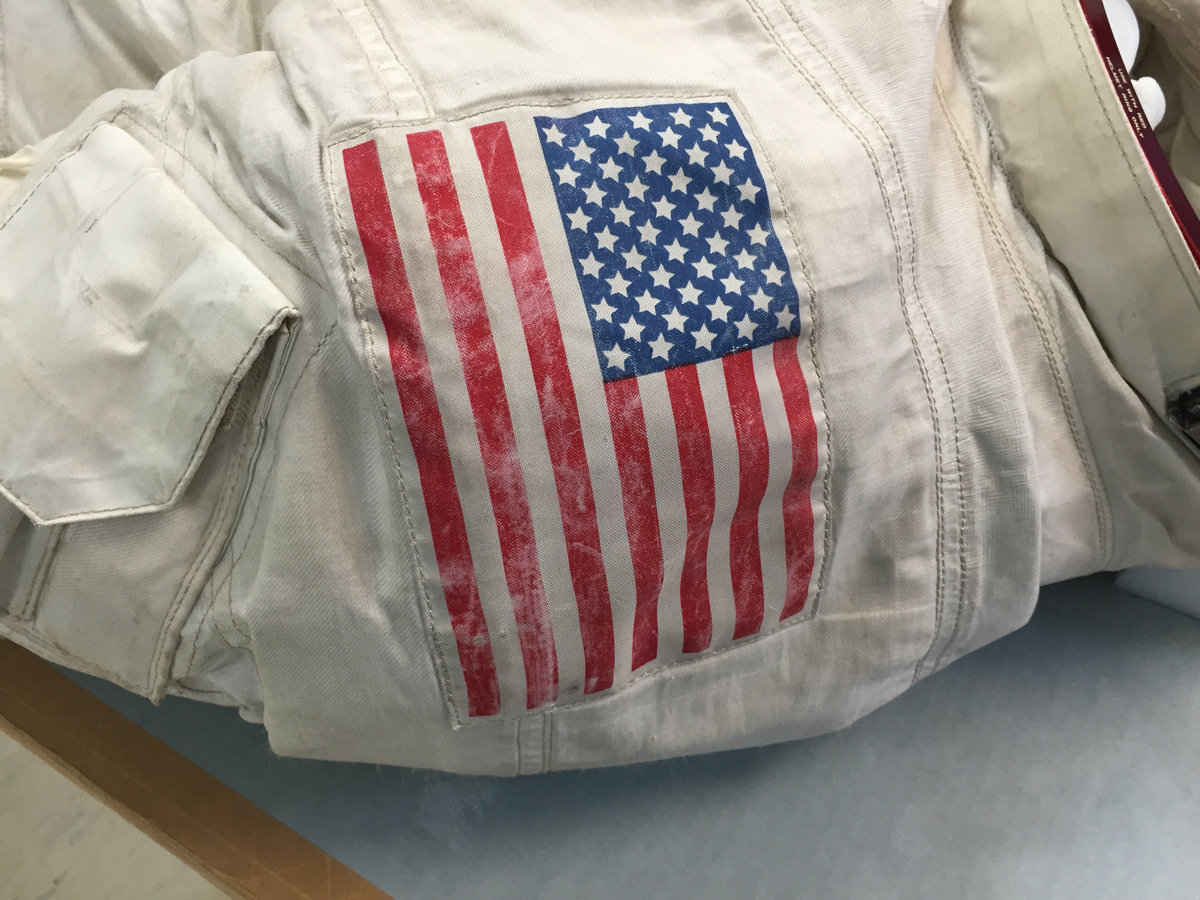
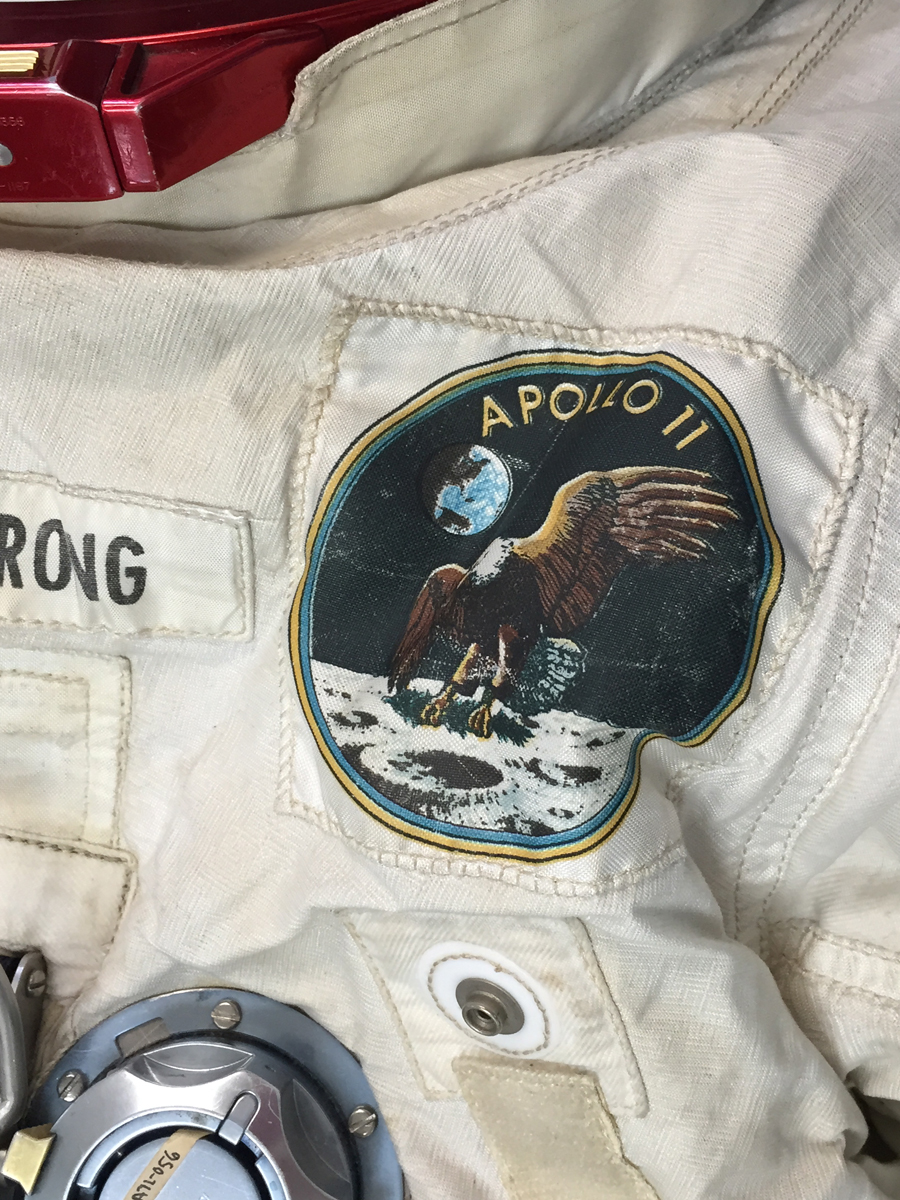
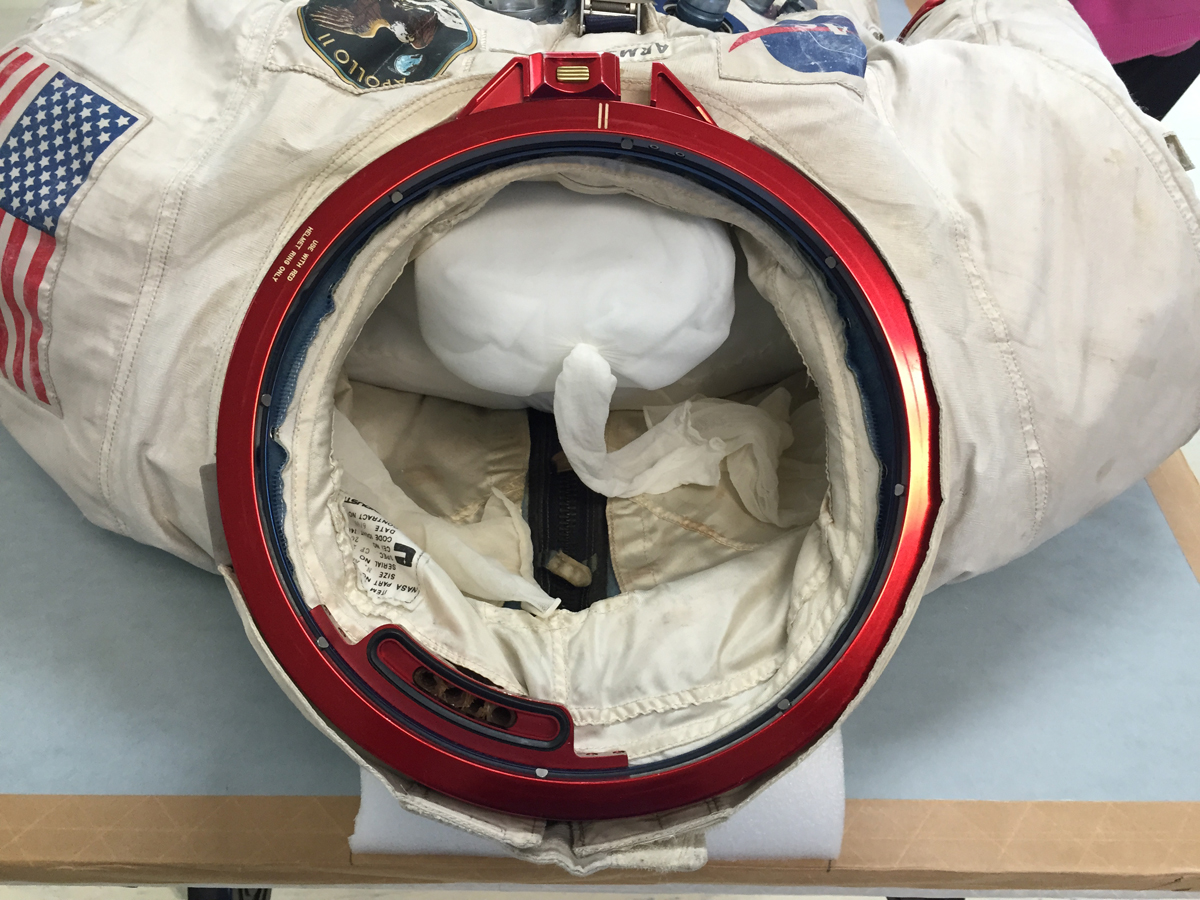
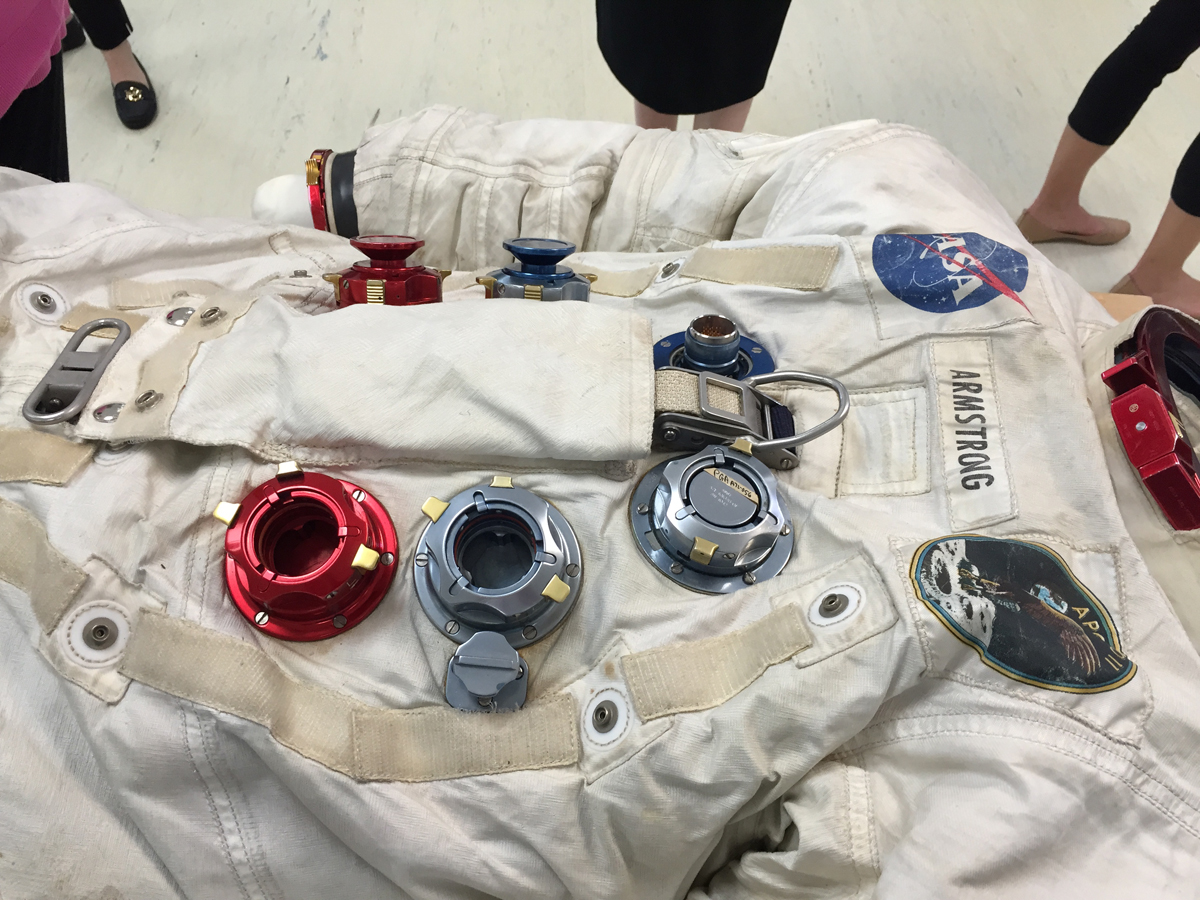